# 商為正
商為正（1527年—1602年），字尚德，號燕陽，浙江紹興府會稽縣人，民籍，明朝政治人物。

## 生平
隆慶四年（1570年）庚午科浙江鄉試第十五名舉人，隆慶五年（1571年）聯登辛未科二甲第六十二名進士。都察院觀政，选授刑部贵州司主事。萬曆二年（1574年）四月，适朝议改各部主事为御史，遂任江西道监察御史，四年春巡按山东，十月改巡按福建，协助巡抚庞尚鹏推行“一条鞭”法。民歌云：“庞公父，商公母，增我田畴省门户，隶不下乡，民不见官府。”七年提督北直隶学政，九年升大理寺右寺丞，十年七月轉左寺丞，再升右少卿、左少卿，十二年三月南京山西道御史田一麟弹劾其奔走张居正门下，素行可鄙，被勒令致仕。卒年七十六。

## 家族
曾祖商澄；祖父商澤，累贈奉直大夫刑部員外郎；父商廷試，行太僕寺卿。母陳氏（封宜人）。具慶下。兄商為宗、商為臣，弟商為士（貢士）、商為賢、商為音（監生）。子商維河，孫商周祚、商周初。曾孫女商景蘭，清初女詞人。